# Eugen von Maucler

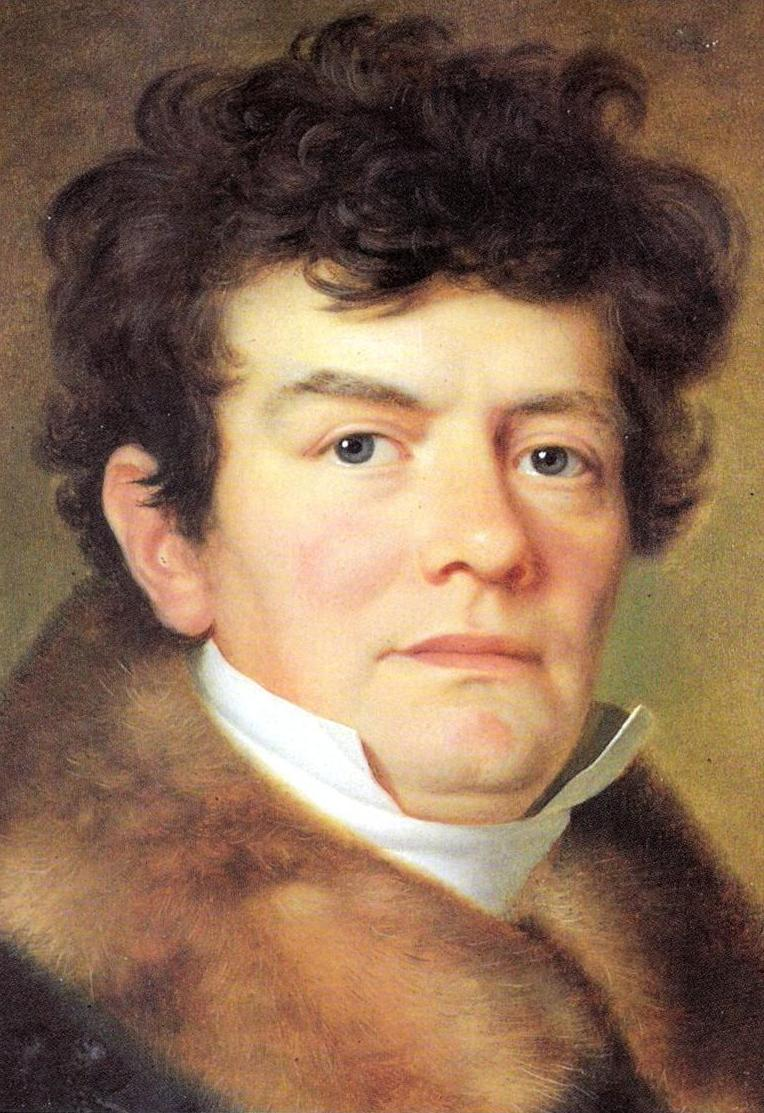
Freiherr Eugen von Maucler, Präsident des Geheimen Rats, 1832

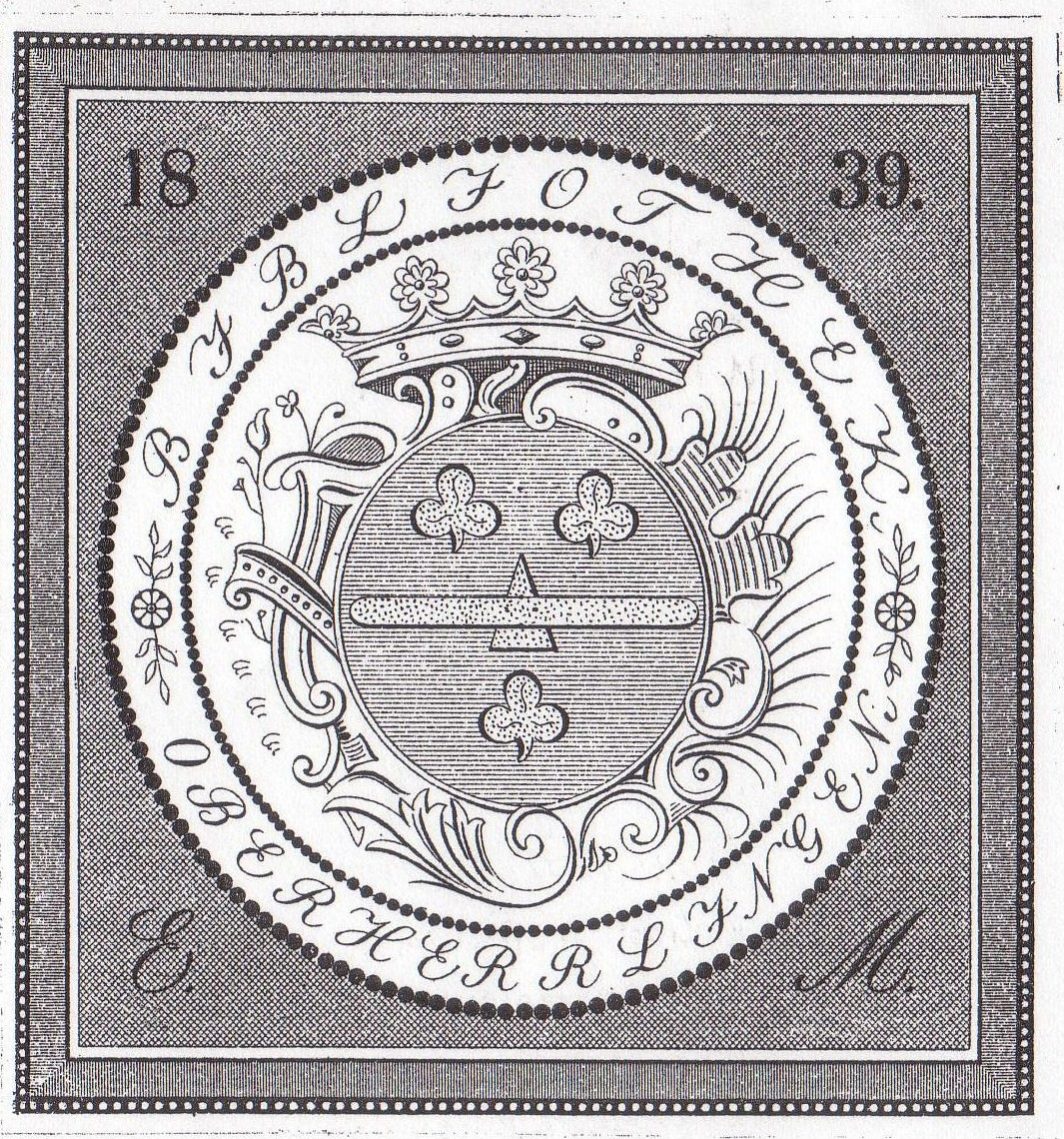
Exlibris aus dem Jahr 1839, UB Basel

Paul Friedrich Theodor Eugen Reichsfreiherr von Maucler (* 30. Mai 1783 in Étupes in der Grafschaft Mömpelgard, heute Département Doubs; † 28. Januar 1859 in Ludwigsburg) war ein württembergischer Politiker und Bibliophiler.

## Lebenslauf
Nach dem 1799 aufgenommenen Rechtsstudium in Tübingen, Gießen und Wetzlar trat er 1803 in den württembergischen Staatsdienst ein. Er bekleidete in der Landesverwaltung eine Reihe von hochrangigen Ämtern. Zunächst begann er als Assessor bei der Oberlandesregierung in Ellwangen und wurde bereits 1804 zum Rat der Regierung ernannt.  1806 trat er ins Oberjustizkollegium ein. 1808 erfolgte seine Ernennung zum Kreishauptmann in Ludwigsburg. 1809 nahm er als Generallandeskommissär das bisher zum Deutschen Orden gehörige Territorium um Mergentheim für das Königreich Württemberg in Besitz. Bei der Durchführung dieser Mission geriet er in die Hände aufständischer Bauern, kam jedoch schließlich unbeschadet aus der Gefangenschaft frei. 1810 wurde Maucler Rat des Obertribunals in Tübingen und 1811 Landvogt in Calw. 1812 wechselte er als Chefdirektor des Kriminaltribunals nach Esslingen. Maucler gehörte den von König Friedrich 1815 einberufenen Ständeversammlungen an, wo er 1817 als Vertreter von Virilstimmberechtigten agierte. So vertrat Maucler dort von März bis Juni 1817 den Grafen von Görlitz und seit Mai 1817 zusätzlich den Grafen von Neipperg und den Freiherrn von Welden. Maucler setzte durch, dass den neuwürttembergischen Abgeordneten die gleichen Rechte wie den Abgeordneten Altwürttembergs eingeräumt wurden. Am 2. Juni 1817 stimmte er für die Annahme des königlichen Verfassungsentwurfs, befand sich damit aber in der Minderheit. 1816 wurde er zum Hofkammerpräsidenten und Oberhofintendanten ernannt. 1817 wurde er Geheimer Rat, 1818 bis 1831 Justizminister und 1831 bis 1848 Präsident des Geheimen Rats. 1848 ließ der konservative Politiker, der sich besonders um die Organisation des nach der Säkularisation beträchtlich angewachsenen Staatsgebiets kümmerte, sich in den Ruhestand versetzen. Von 1819 bis zu seinem Tod war Maucler als lebenslang ernanntes Mitglied in der Kammer der Standesherren des württembergischen Landtags. Von Maucler wurde auf dem Alten Friedhof in Ludwigsburg beigesetzt.

## Privatbibliothek
Auf dem 1839 erworbenen Schloss Oberherrlingen (Gemeinde Blaustein bei Ulm) trug Maucler eine bedeutende Bibliothek zusammen, deren inzwischen in alle Welt zerstreute Bücher durch ein Wappen-Exlibris mit seinen Initialen E.M. und der Jahreszahl 1839 kenntlich sind. Erlesene Inkunabelbestände, die Maucler unter anderem aus dem Vorbesitz des Frankfurter Bibliophilen Georg Kloß erwarb, wurden schon vor 1926 veräußert, weitere Bücher der Oberherrlinger Bibliothek wurden 1967 vom Erasmus-Haus in Basel angeboten.

## Familie

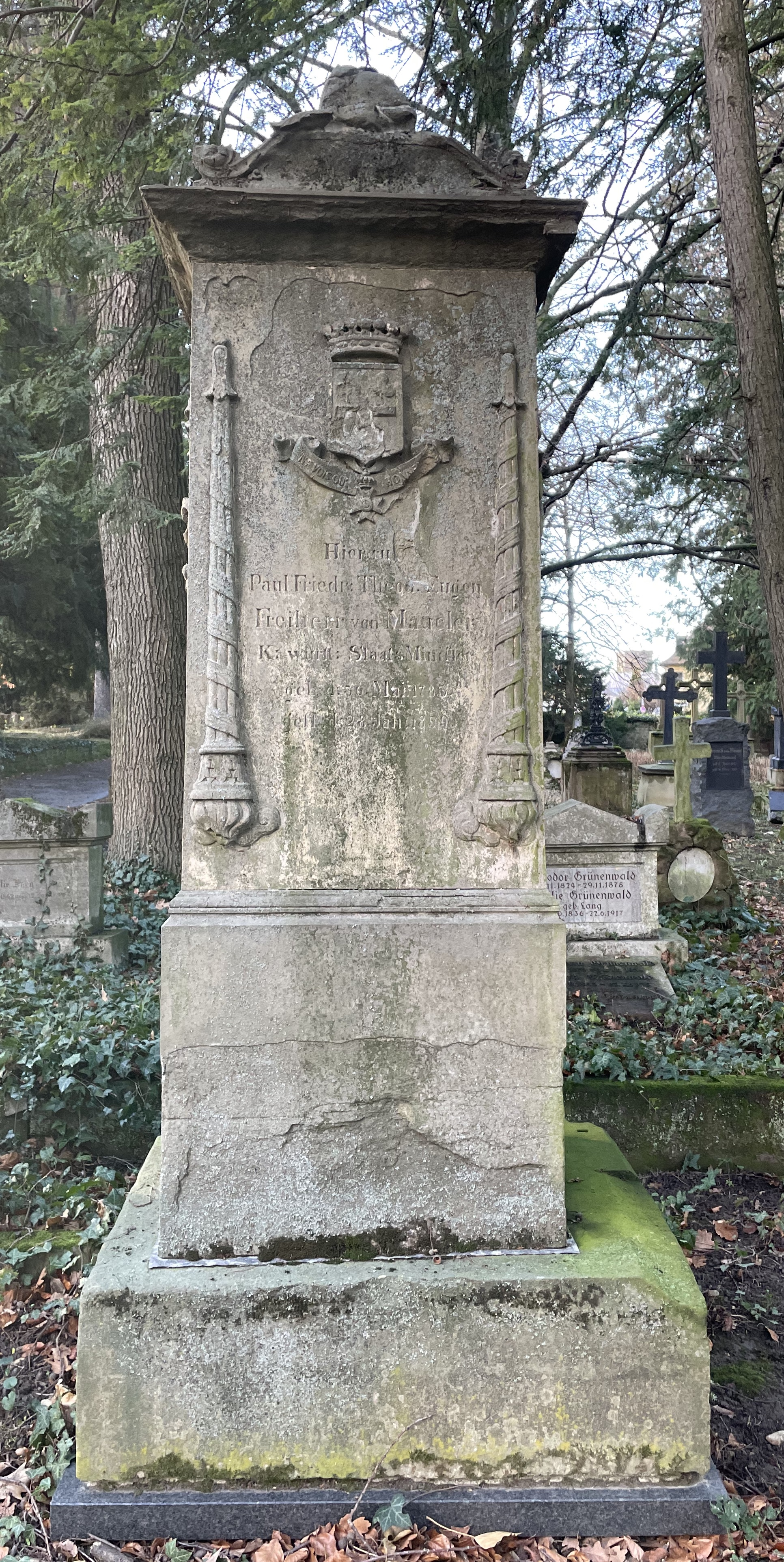
Grabstein von Eugen von Maucler auf dem Alten Friedhof in Ludwigsburg

Eugen von Maucler war der Sohn des Reichsfreiherrn Friedrich von Maucler (* 1735; † 1796), welcher Oberhofmeister des Statthalters Friedrich Eugen der gefürsteten Grafschaft Mömpelgard war. Eugen von Mauclers Schwester heiratete Graf Ferdinand von Zeppelin.
Eugen von Maucler heiratete 1808 Sofie (* 1787; † 1852) geborene Reichsgräfin von Beroldingen. Aus der Ehe gingen fünf Kinder hervor:
- Friedrich Wilhelm Paul Emil (* 1809; † 1870), Kabinettschef des Königs ⚭ Franziska Josephine Anna Jamin de Bermuy (* 5. Oktober 1812; † 4. Februar 1879)
- Friedrich Wilhelm Maximilian Julius (* 25. Dezember 1811; † 19. März 1896) ⚭ 1856  Miss Mary Guise Spence (* 1. Mai 1834; † 6. November 1904)
- Wilhelmine Catharine Charlotte Marie (* 9. April 1818; † 1843)
- Friedrich Carl Ferdinand (* 19. Dezember 1819)
- Paul Heinrich Emil (* 7. Juni 1829)

## Ehrungen
- 1820 Großkreuz des Ordens der württembergischen Krone
- 1830 Ritterkreuz des Friedrichs-Ordens
- Großkreuz des königlich-hannoveranischen Guelphen-Ordens
- 1853 Großkreuz des Friedrichs-Ordens